# Vibilioides alberti
Vibilioides alberti is een vlokreeftensoort uit de familie van de Vibiliidae. De wetenschappelijke naam van de soort is voor het eerst geldig gepubliceerd in 1905 door Chevreux.